# Irakli Mirtskhulava
Irakli Mirtskhulava (Georgia, 22 de diciembre de 1988) es un jugador profesional georgiano de rugby que se desempeña en la posición de pilar derecho en Union Sportive Oyonnax Rugby, equipo perteneciente a la liga Top 14.

## Carrera
Comenzó su carrera deportiva con el equipo Tarbes Pyrénées rugby, en el cual jugó seis temporadas (2010-2016), después pasó a Union Sportive Oyonnax Rugby, donde lleva jugando ocho temporadas.